# عقدة بدائية
عقدة بدائية (بالإنجليزية Primitive knot )وهي تثخن على شكل عقدة في الطرف الأمامي من التلم البدائي. لأَديم الأريمة (الغشاء المنتش) عند نقطة منشأ الرأس الجنيني.وتتكون العقدة من كتلة من الخلايا في النهاية القحفية للتلم البدائي، والمتصلة بتنظيم الجنين. والعقدة البدائية هي المعادل الوظيفي للشفة الظهرية لمسم الأريمة للبرمائيات.

## عند غير البشر
عند الطيور تعرف ب "عقدة هنسن"، وأول من اكتشفها فيكتور هنسن .
عند البرمائيات، تعرف ب "منظم سبيمان"، وتسمى أيضا هانز سبيمان(منظمة الصحة العالمية، مع مانغولد، أول من تعرف على منظم سبيمان في عام 1924.

## وصلات خارجية
- Overview at nature.com
- Overview نسخة محفوظة 22 يونيو 2010 على موقع واي باك مشين. at جامعة نورث وسترن (إلينوي)
- Embryonic+Organizers في المكتبة الوطنية الأمريكية للطب نظام فهرسة المواضيع الطبية (MeSH).